# Ministerierättegången
Ministerierättegången (tyska Wilhelmstraßenprozess) var den elfte och näst sista av Nürnbergrättegångarna. Dess officiella namn var The United States of America vs. Ernst von Weizsäcker et al.
Bland de 21 åtalade i denna rättegång befann sig åtta ledande tjänstmän, bland annat de som varit ansvariga för deportationen av judar i Ungern. I gruppen ingick även företrädare för banker, industrier och de som legat bakom eller deltagit i fyraårsplanen och några som tillhört rikskansliet (Reichskanslei) och andra ministerier, som haft det övergripande ansvaret för bland annat Waffen SS.
Anklagelseakten innehöll bland annat brott mot mänskligheten, planering och ledning av invasion och angreppskrig, mord och misshandel av krigsfångar, förbrytelser mot tyska medborgare på politiska, religiösa och rasistiska grunder. Domare var fyra domare och jurister från USA. En av de biträdande åklagarna var Robert Kempner, som själv lämnat Tyskland under 30-talet efter förföljelse och bosatt sig i USA fram till 1945, då han återvände till Tyskland och biträdde i alla rättegångarna.
Rättegången som följde var den mest omfångsrika av alla. Under 169 dagars förhandling hörde man de tilltalade och gick igenom över 9 000 dokument, bland dem protokollet från Wannseekonferensen. Rättegången pågick från den 6 januari 1948 till den 13 april 1949.

## Åtalade
| Namn                                 | Fotografi | Befattning                                                                               | Dom                                   |
| ------------------------------------ | --------- | ---------------------------------------------------------------------------------------- | ------------------------------------- |
| Ernst von Weizsäcker                 |           | Statssekreterare i Auswärtiges Amt 1938–1943; SS-Brigadeführer.                          | 7 års fängelse; omvandlat till 5 år   |
| Gustav Adolf Steengracht von Moyland |           | Statssekreterare i Auswärtiges Amt 1943–1945                                             | 7 års fängelse; omvandlat till 5 år   |
| Wilhelm Keppler                      |           | Statssekreterare, Adolf Hitlers rådgivare i ekonomiska frågor                            | 10 års fängelse                       |
| Ernst Wilhelm Bohle                  |           | Gauleiter, statssekreterare i Auswärtiges Amt                                            | 5 års fängelse                        |
| Ernst Wörmann                        |           | Tjänsteman i Auswärtiges Amt                                                             | 7 års fängelse; omvandlat till 5 år   |
| Karl Ritter                          |           | Förbindelseman mellan Auswärtiges Amt och OKW                                            | 4 års fängelse                        |
| Otto von Erdmannsdorff               |           | Tjänsteman i Auswärtiges Amt; Wörmanns ställföreträdare                                  | Frikänd                               |
| Edmund Veesenmayer                   |           | Generalbefullmäktigad i Ungern                                                           | 20 års fängelse; omvandlat till 10 år |
| Hans Heinrich Lammers                |           | Chef för Rikskansliet                                                                    | 20 års fängelse; omvandlat till 10 år |
| Wilhelm Stuckart                     |           | Statssekreterare i inrikesministeriet                                                    | 3 år och 10 månaders fängelse         |
| Walther Darré                        |           | Jordbruksminister                                                                        | 7 års fängelse                        |
| Otto Meissner                        |           | Chef för Rikspresidentens kansli (Präsidialkanzlei)                                      | Frikänd                               |
| Otto Dietrich                        |           | Rikspresschef, statssekreterare i Propagandaministeriet                                  | 7 års fängelse                        |
| Gottlob Berger                       |           | Chef för SS-Hauptamt, SS-Obergruppenführer                                               | 25 års fängelse; omvandlat till 10 år |
| Walter Schellenberg                  |           | Chef för avdelningen för kontraspionage inom Reichssicherheitshauptamt; SS-Brigadeführer | 6 års fängelse                        |
| Lutz Schwerin von Krosigk            |           | Finansminister                                                                           | 10 års fängelse                       |
| Emil Puhl                            |           | Vice ordförande för Reichsbank                                                           | 5 års fängelse                        |
| Karl Rasche                          |           | Direktör för Dresdner Bank                                                               | 7 års fängelse                        |
| Paul Körner                          |           | Statssekreterare, Hermann Görings ställföreträdare                                       | 15 års fängelse, omvandlat till 10    |
| Paul Pleiger                         |           | Chef för Hermann-Göring-Werke                                                            | 15 års fängelse, omvandlat till 10    |
| Hans Kehrl                           |           | Tjänsteman vid Rustningsministeriet                                                      | 15 års fängelse                       |